# Ђаково (Краљево)
Ђаково је насељено место Града Краљева у Рашком округу. Према попису из 2022. било је 99 становника.

## Демографија
У насељу Ђаково живи 206 пунолетних становника, а просечна старост становништва износи 46,4 година (44,1 код мушкараца и 48,9 код жена). У насељу има 84 домаћинства, а просечан број чланова по домаћинству је 2,90.
Ово насеље је у потпуности насељено Србима (према попису из 2002. године), а у последња три пописа, примећен је пад у броју становника.
|  |

| Демографија | Демографија | Демографија |
| Година      | Становника  | Становника  |
| ----------- | ----------- | ----------- |
| 1948.       | 558         |             |
| 1953.       | 574         |             |
| 1961.       | 555         |             |
| 1971.       | 437         |             |
| 1981.       | 350         |             |
| 1991.       | 306         | 305         |
| 2002.       | 244         | 244         |

| Етнички састав према попису из 2002.‍ | Етнички састав према попису из 2002.‍ | Етнички састав према попису из 2002.‍ | Етнички састав према попису из 2002.‍ | Етнички састав према попису из 2002.‍ |
| ------------------------------------ | ------------------------------------ | ------------------------------------ | ------------------------------------ | ------------------------------------ |
|                                      |                                      |                                      |                                      |                                      |
| Срби                                 | Срби                                 |                                      | 244                                  | 100,0%                               |
| непознато                            | непознато                            |                                      | 0                                    | 0,0%                                 |

| Година пописа     | 1948. | 1953. | 1961. | 1971. | 1981. | 1991. | 2002. |
| ----------------- | ----- | ----- | ----- | ----- | ----- | ----- | ----- |
| Број домаћинстава | 95    | 99    | 97    | 91    | 86    | 88    | 84    |

| Број чланова      | 1  | 2  | 3 | 4  | 5 | 6 | 7 | 8 | 9 | 10 и више | Просек |
| ----------------- | -- | -- | - | -- | - | - | - | - | - | --------- | ------ |
| Број домаћинстава | 21 | 24 | 8 | 16 | 6 | 6 | 3 | 0 | 0 | 0         | 2,90   |

| Пол    | Укупно | Неожењен/Неудата | Ожењен/Удата | Удовац/Удовица | Разведен/Разведена | Непознато |
| ------ | ------ | ---------------- | ------------ | -------------- | ------------------ | --------- |
| Мушки  | 110    | 33               | 66           | 8              | 1                  | 2         |
| Женски | 103    | 7                | 66           | 27             | 0                  | 3         |
| УКУПНО | 213    | 40               | 132          | 35             | 1                  | 5         |

| Пол    | Укупно                    | Пољопривреда, лов и шумарство | Рибарство                            | Вађење руде и камена | Прерађивачка индустрија       |
| ------ | ------------------------- | ----------------------------- | ------------------------------------ | -------------------- | ----------------------------- |
| Мушки  | 59                        | 42                            | 0                                    | 2                    | 6                             |
| Женски | 52                        | 50                            | 0                                    | 0                    | 0                             |
| УКУПНО | 111                       | 92                            | 0                                    | 2                    | 6                             |
| Пол    | Производња и снабдевање   | Грађевинарство                | Трговина                             | Хотели и ресторани   | Саобраћај, складиштење и везе |
| Мушки  | 0                         | 3                             | 2                                    | 0                    | 3                             |
| Женски | 0                         | 0                             | 2                                    | 0                    | 0                             |
| УКУПНО | 0                         | 3                             | 4                                    | 0                    | 3                             |
| Пол    | Финансијско посредовање   | Некретнине                    | Државна управа и одбрана             | Образовање           | Здравствени и социјални рад   |
| Мушки  | 0                         | 0                             | 0                                    | 1                    | 0                             |
| Женски | 0                         | 0                             | 0                                    | 0                    | 0                             |
| УКУПНО | 0                         | 0                             | 0                                    | 1                    | 0                             |
| Пол    | Остале услужне активности | Приватна домаћинства          | Екстериторијалне организације и тела | Непознато            | Непознато                     |
| Мушки  | 0                         | 0                             | 0                                    | 0                    | 0                             |
| Женски | 0                         | 0                             | 0                                    | 0                    | 0                             |
| УКУПНО | 0                         | 0                             | 0                                    | 0                    | 0                             |